# De Forenede Nationers konvention om aftaler om internationale køb
De Forenede Nationers konvention om aftaler om internationale køb (engelsk: United Nations Convention on Contracts for the International Sale of Goods; forkortet CISG) er en multilateral konvention i FN-regi, der etablerer en ensartet ramme for international handel.
I dansk ret er CISG gennemført ved den internationale købelov. Den internationale købelov bør ikke forveksles med købeloven (lov om køb). § 1 a, stk. 4 henviser til den internationale købelov.
CISG anvendes, når køber og sælger bor i to lande, som begge har tiltrådt CISG, jf. CISG art. 1, stk. 1, litra a.
CISG består af deklaratoriske regler, som kan fraviges ved aftale.
Det følger af CISG art. 2, at der er en række internationale køb, som ikke er omfattet af CISG: Sådan er forbrugerkøb og køb på auktion samt køb af værdipapirer eller køb af penge ikke omfattet af reglerne i CISG; ligesom køb af skibe og fly og køb mellem de nordiske lande ikke er omfattet af CISG. Køb mellem de nordiske lande er ikke omfattet af CISG, fordi de nordiske landes købelove ligner hinanden og ofte udvikles i samarbejde mellem de nordiske lande.
Officielt er CISG skrevet på disse seks sprog: arabisk, kinesisk, engelsk, fransk, russisk og spansk.
CISG består af to sæt regler; regler om aftalers indgåelse findes i art. 14-24; mens regler for køb findes i art. 25-89. Det følger af CISG art. 35-39, at sælger har pligt til at sikre, at salgsgenstanden er i overensstemmelse med kontrakten.

## Historie
CISG er udarbejdet af UNCITRAL (United Nations Commission on International Trade Law (en)). UNCITRAL som præsenterede konventionen i Østrigs hovedstad, Wien. Det skete den 11. april 1980. Konventionen trådte i kraft i 1988. Danmark har gennemført konventionen ved den internationale købelov. Denne gennemførelse omfattede dog ikke konventionens regler om aftaleindgåelse, men dette blev ændret med virkning fra 2013, så den internationale købelov nu gennemfører hele konventionen.
I marts 2022 havde 94 lande ratificeret CIGS; disse lande udgør mere end 3/4 af verdenshandlen. I december 2023 er CISG ratificeret af 97 lande, der repræsenterer to tredjedele af verdenshandlen.

## Samvirken med andre retskilder
CISG art. 66 suppleres af Incoterms; CISG samarbejder også med Rome I and UCP 600 for at stanardisere regler angående Letters of Credit, der sikrer handel til fordel for flere parter samt maritime law om transportørens ansvar.